# جوزستان (تفت)
جوزستان (تفت)، روستایی از توابع بخش نیر شهرستان تفت در استان یزد ایران است.

## جمعیت
این روستا در دهستان سخوید قرار دارد و براساس سرشماری مرکز آمار ایران در سال ۱۳۸۵، جمعیت آن ۱۵ نفر (۵خانوار) بوده‌است.